# Haarlemmerliede en Spaarnwoude
Haarlemmerliede en Spaarnwoude – gmina w Holandii, w prowincji Holandia Północna.

## Miejscowości
Haarlemmerliede, Halfweg (siedziba gminy), Penningsveer, Spaarndam-Oost, Spaarnwoude.